# Pogrom di Sumgait

posizione di Sumgait

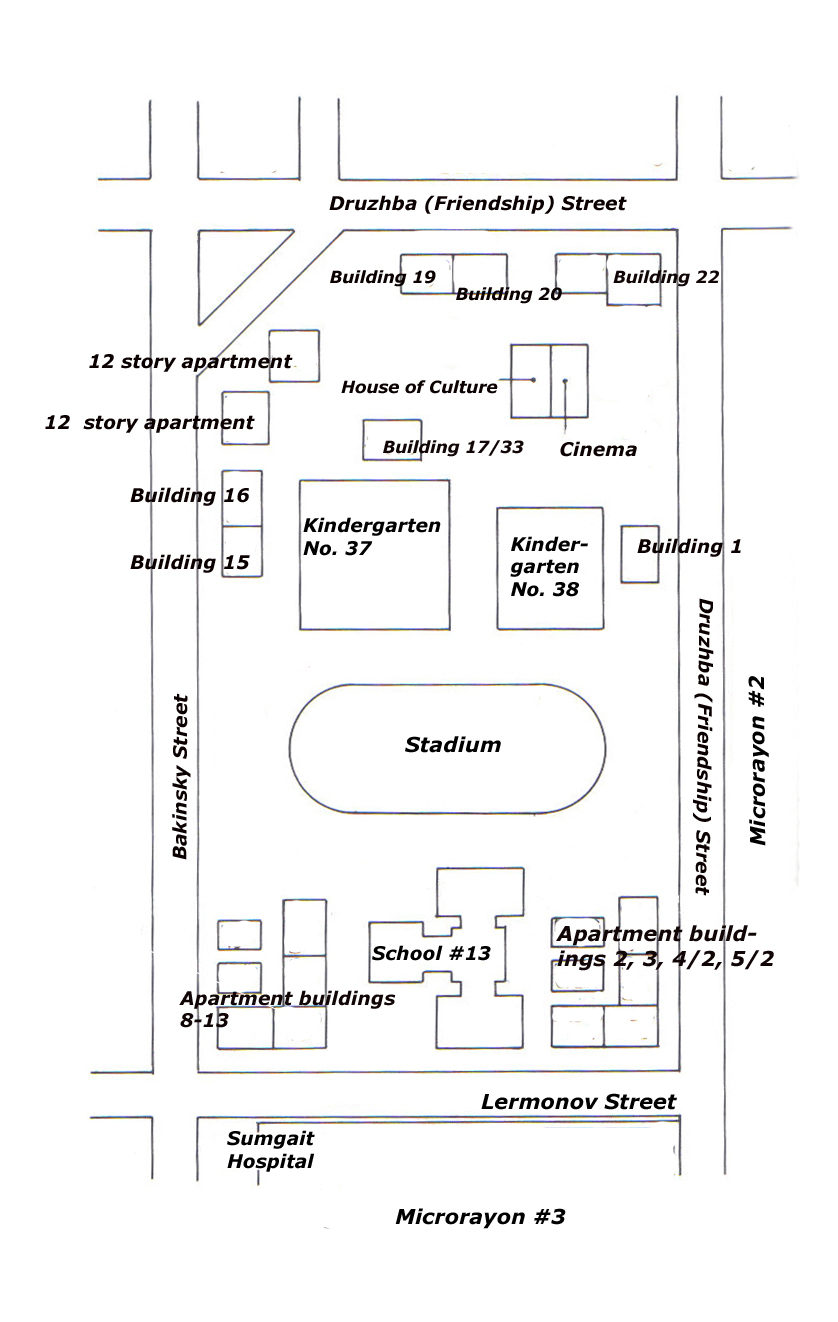
una mappa dei distretti interessati dai disordini

I pogrom di Sumgait (anche massacri di Sumgait) avvennero alla fine del febbraio 1988 nell'omonimo sobborgo industriale a nord della capitale dell'Azerbaigian, Baku, e sono strettamente collegati alla questione relativa al Nagorno Karabakh poi sfociata nella guerra nel 1992. Bande armate di azeri assaltarono i quartieri degli armeni, scatenando una "caccia all'uomo" che durò due giorni e si placò solo con l'arrivo delle forze di sicurezza la sera del 28.

## Antefatti
La città di Sumgait, sulle coste del mar Caspio, aveva sino agli anni sessanta una popolazione di circa 60.000 abitanti, un terzo dei quali di etnia armena. Con l'industrializzazione e lo sviluppo dell'attività di estrazione petrolifera, il centro urbano quasi quadruplicò la popolazione arrivando alla fine degli anni ottanta a contare 223.000 abitanti.
Questa crescita così rapida generò problemi sociali oltre ad un altissimo livello di inquinamento. In questo contesto trovarono terreno fertile elementi nazionalisti che galopparono la crescente tensione tra i due gruppi etnici in merito alla questione del Nagorno Karabakh. La dichiarazione del Soviet dell'oblast (20 febbraio) e i successivi scontri di Askeran del 22 febbraio innalzarono pericolosamente il livello della tensione.

## I fatti
Già il 26 si erano avuti assembramenti in piazza Lenin ai quali parteciparono anche rifugiati azeri provenienti da alcune città dell'Armenia che avevano lasciato nelle settimane precedenti proprio per la crescente tensione.
Lo stesso giorno la radio nazionale aveva comunicato la notizia che due azeri erano stati uccisi da armeni ad Ağdam: la veridicità dell'informazione (come anche avvenuto per gli scontri di Askeran) non era mai stata appurata con certezza ma era servita a riscaldare ancora di più gli animi.
Bande di estremisti, per lo più giovani, si diressero verso il distretto armeno, compiendo devastazioni sulle case ed i negozi armeni, violenze ed abusi sessuali che fecero ripiombare la comunità armena nel clima del genocidio del 1915.

## Il numero delle vittime dei disordini
Secondo un resoconto ufficiale i morti furono trentadue e centinaia i feriti ed i casi di violenza sessuale. Ma secondo alcune fonti il numero delle vittime sarebbe superiore a trecento, mentre il partito armeno Dashnak parla di quasi 1.500 caduti. Sugli incidenti vi è il forte sospetto che siano stati preparati a tavolino per favorire una radicalizzazione della questione del Nagorno karabakh. Dopo mesi di proibizionismo alcolico imposto da Gorbačëv, testimoni oculari videro carri distribuire per la strada bottiglie di liquori. L'esercito impiegò due giorni per percorrere i trenta chilometri che separavano la capitale dal sobborgo.
Nuovi successivi particolari hanno evidenziato che a causare gli incidenti erano stati circa duemila giovanissimi operai temporanei delle fabbriche chimiche, immigrati dalla provincia azera, i cosiddetti limitčiki, residenti nei dintorni di Sumgait. Vennero arrestate circa quattrocento persone ed aperti ottantaquattro procedimenti penali nella maggior parte dei casi conclusisi con assoluzione o lievi condanne. Solo in un caso (Aslam Ismailov) vi fu una condanna a quindici anni per assassinio premeditato. Il 18 marzo il sindaco ed il segretario del partito comunista furono costretti alle dimissioni.